# Волица (Лановецкая городская община)
Волица (укр. Волиця) — село в Лановецкой городской общине Кременецкого района Тернопольской области Украины.
До 2020 года входило в Лановецкий район.
Код КОАТУУ — 6123810101. Население по переписи 2001 года составляло 216 человек.

## Географическое положение
Село Волица находится на правом берегу реки Жирак,
выше по течению на расстоянии в 1,5 км расположено село Бережанка,
ниже по течению на расстоянии в 1 км расположен город Лановцы,
на противоположном берегу — село Малые Кусковцы.
Рядом проходят автомобильная дорога Р-43 и
железная дорога, станция Коськовцы.

## История
- 1583 год — первое упоминание о селе.

## Объекты социальной сферы
- Школа I ст.